# Джеррахи
Джеррахи́ (перс. جراحی‎) — река на юго-западе Ирана. Образуется при слиянии рек Марун (Кордестан, Кюрдистан, левый приток) и Эла (правый приток), которые берут исток в горах Загрос в шахрестане Кохгилуйе, вблизи верховья реки Карун, течёт по Месопотамской низменности, впадает в марш Шадеган — болото определённого типа с тростниковыми зарослями на побережье Персидского залива Индийского океана, у города Шадеган, западнее города Бендер-Махшехр, в остане (провинции) Хузестан. Часть стока направляется по каналу Нахре-Шадган в реку Карун.
Река широкая и глубокая, непроходимая вброд круглый год.
В античности называлась Гедифонт (др.-греч. Ηδυφών, лат. Hedyphon). На реке находился большой город Селевкия на реке Гедифонт, прежде называвшийся Солокой.
В XIX веке по каналу река Марун снабжала водой город Бехбехан, расположенный в 6 км южнее русла.

## Марш Шадеган
Марш Шадеган площадью 296 тысяч гектаров расположен между городами Абадан и Шадеган. Поверхность марша покрыта гидрофильными растениями, такими как рогоз широколистный и осока.
Марш Шадеган и ватты Хор-оль-Амея и Хор-Муса определены как Рамсарское угодье, водно-болотное угодье международного значения на международном уровне в 1975 году, занимают площадь 327,58 км².

## ГЭС и плотина Марун
2 октября 2004 года министр энергетики Ирана ввёл на реке Марун в 19 км к северо-западу от города Бехбехан в строй первый из двух энергоблоков ГЭС и плотины Марун мощностью 75 МВт. Совокупная мощность ГЭС составит 150 МВт (площадь водохранилища 25 км², объём — 1,2 км³). Водами этой плотины орошается 55 тысяч га. Тогда же в Бехбетане в 4,5 км от основного водохранилища и ГЭС Марун начато строительство вспомогательной деривационной ГЭС мощностью 10 МВт (2 энергоблока по 5 МВт каждый). Эта ГЭС, бетонная плотина которой будет иметь высоту 46,5 м и ширину 250 м, станет использовать излишки воды, сбрасываемой основной ГЭС Марун. Максимальный дебит воды может достичь 250 м/с. Длина деривационного канала — 230 м, а ёмкость водохранилища — 5,19 млн м³.

## Аллахский и Марунский ирригационный проект
Аллахский и Марунский ирригационный проект на реках Марун и Эла (Аллах) орошает 81 тысяч га этногреографического Иранского Курдистана и включает 5 проектов: ирригацию равнин Бехбехан, Джайезан, Рамхормоз, Рамшир и Шадеган.

## Плотина и водохранилище Джаре
В сасанидскую эпоху в окрестностях города Рамхормоз построено несколько плотин, но сегодня сохранились только две. В 30 км к северо-востоку от Рамхормоза построена плотина Джаре на месте сасанидской плотины. Водохранилище используется для орошения сельскохозяйственных угодий в долине Рамхормуз. Объём водохранилища 180 млн м³.

## Деривационная ГЭС на реке Эла
С 2003 года идёт строительство крупной деривационной ГЭС на реке Эла (Аллах). Высота плотины 6 м, длина — 216 м. После ввода в эксплуатацию плотины будет обеспечено орошение более 22 тысяч га сельскохозяйственных угодий в долине реки Эла.